# Устье (древнерусский город)
Устье — древнерусская крепость в составе Переяславского княжества, находившаяся при впадении Трубежа в Днепр. Устье служило портом столицы княжества Переяславля. На противоположенном берегу Днепра находился город Заруб, основанный, вероятно, для защиты переправы через Днепр — так называемого Зарубского брода. По данным Лаврентьевской летописи, Устье сжигалось половцами в 1096 и 1135 годах.
Предполагаемое городище Устья находится в 0,5 км от современного устья Трубежа (место впадения в Днепр изменилось после создания Каневского водохранилища). Поселение занимало площадь около 10 га. На его территории есть размываемый разливами Днепра песчаный бугор — Городище. При обследовании найдены редкие обломки гончарной керамики конца XI века, множество фрагментов посуды и различные предметы XII—XIII веков. С этой локализацией Устья спорил П. А. Раппопорт, который помещал его в 15 км к югу от Переяславля, близ села Городище. М. П. Кучера считал, что там был расположен летописный Песочен.